# Pobeda (település)
Pobeda (Pobedabirtok, Győztes, szerbül Pobeda / Победа) település Szerbiában, a Vajdaságban.

## Fekvése
Bácskától keletre, Csantavértől 15 km-re fekvő település. Adától 23, Topolyától 25, Zentától 35 km-re található. A település helyrajzilag a Csík völgyének nyugati oldalán fekszik, közvetlenül a domboldal mentén.

## Története
Az önállóság elnyerése előtt a település Gunaras Helyi Közösség része volt. A település határa Adához tartozott, mint annak legnyugatabbi része, mely Adától 20—28 km-re feküdt. Az itteni, megművelhető földek legnagyobb része az Engelmann, a Rudić és Bajić nagybirtokos, valamint az Offner és Raffai középbirtokos családok tulajdonában állt. 1946-ban e birtokok államosításával jött létre a Pobeda mezőgazdasági birtok, melynek központja a Rudić-majorban volt. A majort annak idején megközelítőleg harminc házból álló, három sorban, a nagybirtokos kúriája mellett elterülő bérestelep alkotta. Idővel az elöregedett épületek helyébe újabb, korszerűbb munkásházakat és lakásokat építettek, a régi major helyébe pedig szocialista típusú, mezőgazdasági település lépett. A legfontosabb iparágak az állattenyesztés és a mezőgazdaság.
1978-ban nyilvánították településsé, megközelítőleg 400 lakossal. Jelenleg helyiközösségi központ Buránysor és Kavilló idecsatolt települések számára is. Postahivatallal, orvosi rendelővel, piactérrel és kétnyelvű általános iskolával is rendelkezett, ma már azonban se az iskola, sem az óvoda nem működik a településen.
A szabadidős tevékenység övezetét egy kisebb park, több sportpálya, valamint egy olimpiai méretű medence teszi ki.

## Demográfiai változások
| 1948 | 1953 | 1961 | 1971 | 1981 | 1991 | 2002 |
| ---- | ---- | ---- | ---- | ---- | ---- | ---- |
| 148  | 346  | 338  | 317  | 420  | 380  | 342  |